# CloudStore
El CloudStore (KFS, previamente llamado KosmosFS) es la implementación de Kosmix en C++ del Google File System. En paralelo también el proyecto Hadoop, el cual en una implementación en Java. CloudStore soporta escalabilidad incremental, replicación, chequeo de integridad de datos, capa cliente a prueba de fallos y acceso desde C++, Java y Python. Ya existe un módulo FUSE que puede montar el sistema de archivos en GNU/Linux.
En 2007 Kosmix publicó CloudStore como código abierto.